# Liohn
Liohn, stiliserat som LIOHN, artistnamn för Richard Michael Paul Zastenker, född 19 maj 1997, är en svensk låtskrivare och musikproducent. Han arbetar ofta i par med Klahr.

## Biografi
Liohns föräldrar kommer från Ryssland och han växte upp i Särö. Som barn spelade han piano men det var först när hans mor kom hem med demoversionen av ett musikprogram som musicerandet tog fart. Som 15-åring kom han i kontakt med en kanadensisk DJ via ett Facebookforum. Han bad Liohn remixa en låt och föreslog sedan att de skulle ersätta Liohns namn med hans eget för 100 dollar extra. Liohn accepterade erbjudandet och fortsatte att göra musik åt DJ:n. Låtarna som inte såldes laddade han upp på ett eget Soundcloudkonto. Personen som kom att bli Liohns manager hittade låtarna och presenterade honom för sina kontakter i musikbranschen. Liohn fick som 16-åring möjlighet att remixa remixa Otto Knows och Sebastian Ingrosso som kom att bli en mentor och knöt honom till sitt bolag. Direkt efter studenten flyttade han till Stockholm. Vid sidan av låtskrivandet till andra artister har han även släppt musik under eget namn.
Tillsammans med Klahr har han bland annat varit musikproducent till Drake. På Drakes album Honestly, nevermind (2022) har de även skrivit låttexterna till tre låtar varav två hamnade på topp 20 på Billboard Hot 100. Samarbetet fortsatte även på nästa album For All The Dogs där Liohn och Klahr producerade "Rich Baby Daddy". De har även skrivit låtar till bland andra Lady Gaga och Swedish House Mafia.
År 2022 tilldelades duon Musikförläggarnas pris som Årets kompositörer. Priset delas ut med syfte att uppmärksamma de svenskar inom branschen som utvecklat musikskapandet. Vid Grammisgalan 2023 vann de pris som Årets producenter och var även nominerade i kategorin Årets kompositörer.